# NGC 7543
NGC 7543 في الفهرس العام الجديد، هي مجرة، تقع في كوكبة الفرس الأعظم. اكتشفت في 19 سبتمبر 1878 بواسطة إدوارد ستيفان.

## روابط خارجية
- NGC 7543 على موقع ويكي سكاي: DSS2, SDSS, GALEX, IRAS, Hydrogen α, X-Ray, Astrophoto, Sky Map, Articles and images